# Büllelejochhütte
Büllelejochhütte (italsky Rifugio Pian di Cengia) je soukromá horská chata nalezající se v jihotyrolské části Sextenských Dolomit v Itálii. Název chaty (Büllele) je odvozen od slova Bühel (kopec). Nachází se v nadmořské výšce 2 528 m n. m., pod vrcholem Oberbachernspitze. Celá oblast je součástí přírodního parku Drei Zinnen.

## Historie
Chata byla postavena v roce 1965, podle jiných informací již v roce 1963, ze soukromé iniciativy Maxe Innerkoflera, vnuka známého horského vůdce Seppa Innerkoflera. V okolí chaty se dodnes nacházejí pozůstatky válečné fronty z doby první světové války.

## Dostupnost
Přístup k chatě vede z údolní osady Moos (1339 m), části obce Sexten v bočním údolí Hochpustertalu odbočujícím z údolí Sextental přes poměrně plochý Fischleintal dále přes chatu Fischleinbodenhütte (1454 m) k chatě Talschlusshütte (1526 m) na úpatí Einserkofelu. Trasu si můžete zkrátit využitím parkoviště pro pěší turisty nebo zastávky veřejného autobusu u chaty Fischleinbodenhütte. K chatě Talschlusshütte vede cyklostezka. Od chaty Talschlusshütte jsou možné dvě cesty: buď údolím Bachertal přes chatu Zsigmondyhütte (2224 m) a dále na západ přes Oberbachernjoch (2519 m), nebo na druhou stranu přes Altensteiner Tal k chatě Dreizinnenhütte (2405 m) a odtud přes sedlo Büllelejoch (2522 m). Z údolního městečka San Candido je přístup z parkoviště pro pěší turisty v údolí Innerfeldtal, kam se lze dostat také autobusem, odtud dále přes Dreischusterhütte (1626 m) a dále přes Dreizinnenhütte. Z jihu se na parkoviště u chaty Auronzohütte (2320 m) dostanete z městečka Misurina po placené silnici. Odtud vede trasa po cestě k chatě Lavaredohütte (2344 m) a pokračuje údolím Cengia na jih kolem vrcholu Passportenkofel.

## Výstupy na vrcholy
Nejbližšími vrcholy, na které se lze z chaty dostat, jsou západní (2635 m) a střední vrchol (2675 m) Oberbachernspitze, které se liší o pouhých 100 a 150 metrů. Nedaleké vrcholy, na které lze podniknout jednodenní túry, jsou Sandebühel (2607 m), Kanzel (2531 m) a Monte Cengia (2559 m). Z Oberbachernjochu na Sandebühejoch lze vystoupat po via ferratě přes hřeben Cengia s nejvyšším vrcholem 2584 m. Náročné horské túry mohou vést na Hochbrunnerschneid (3046 m) a Schusterplatte (2957 m), každá za tři hodiny.

## Galerie

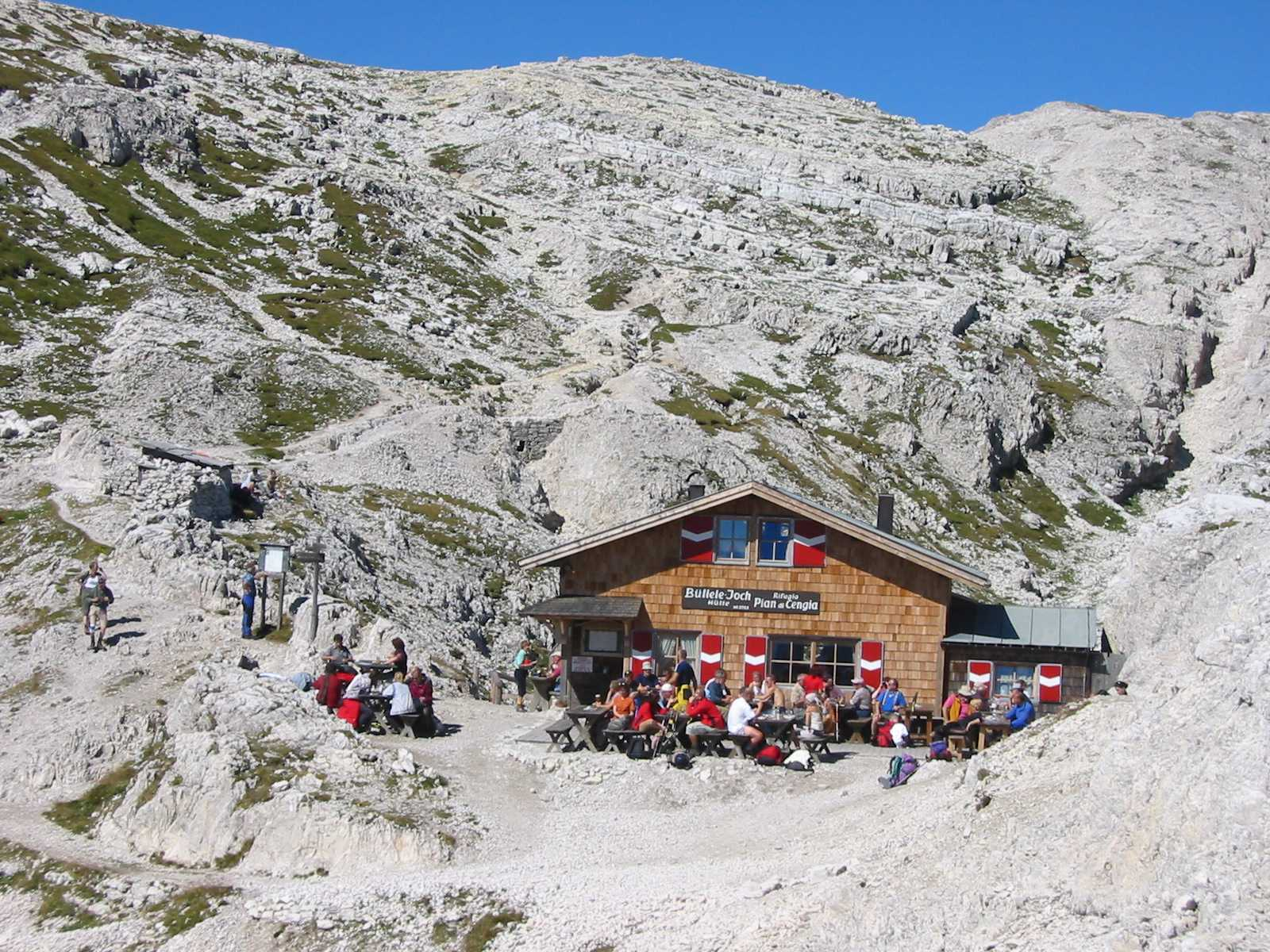
Büllelejochhütte na úpatí hory Oberbachernspitze
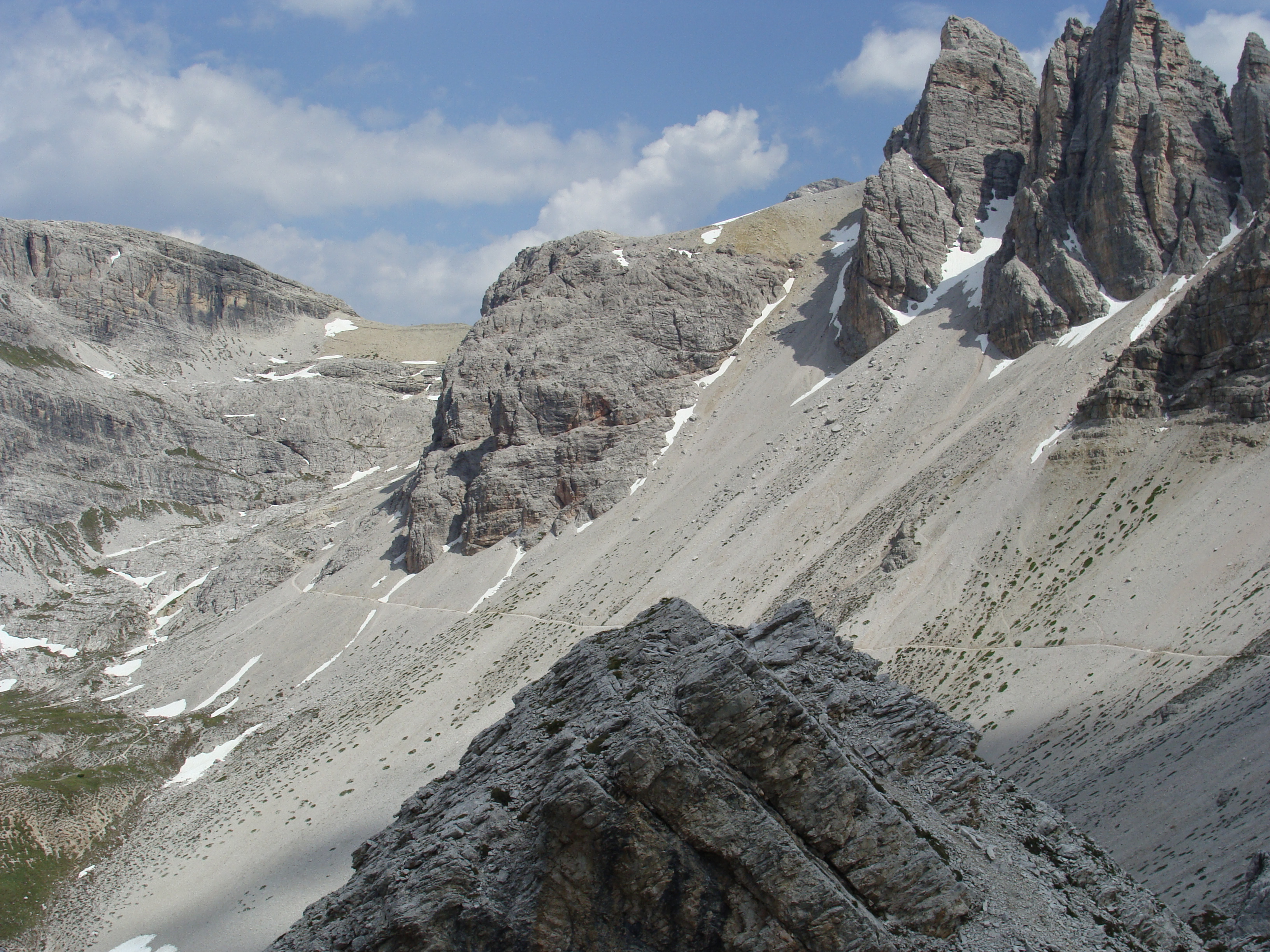
Büllelejoch - pohled z Bodenalpe
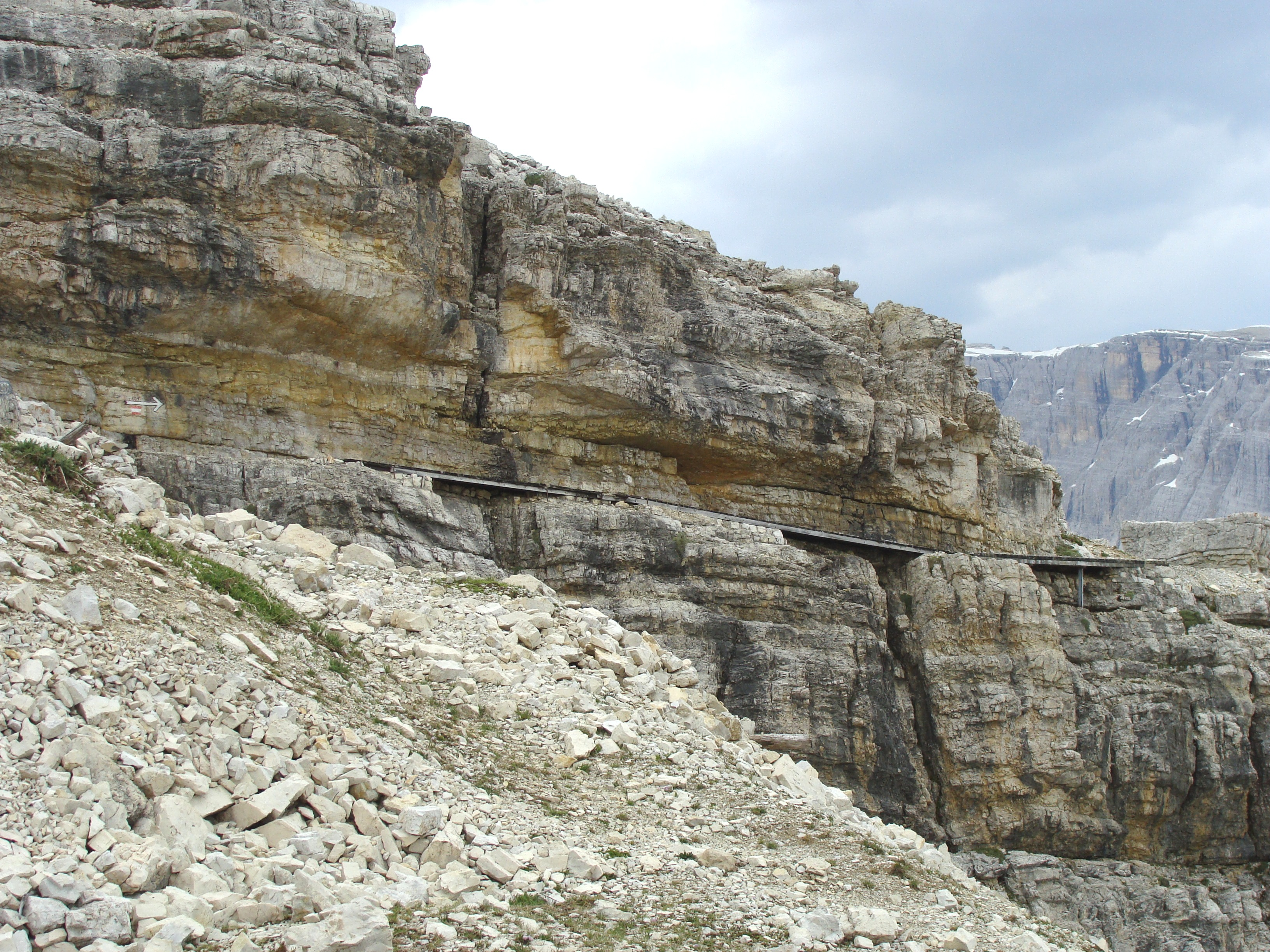
Stará válečná stezka u chaty Büllelejoch
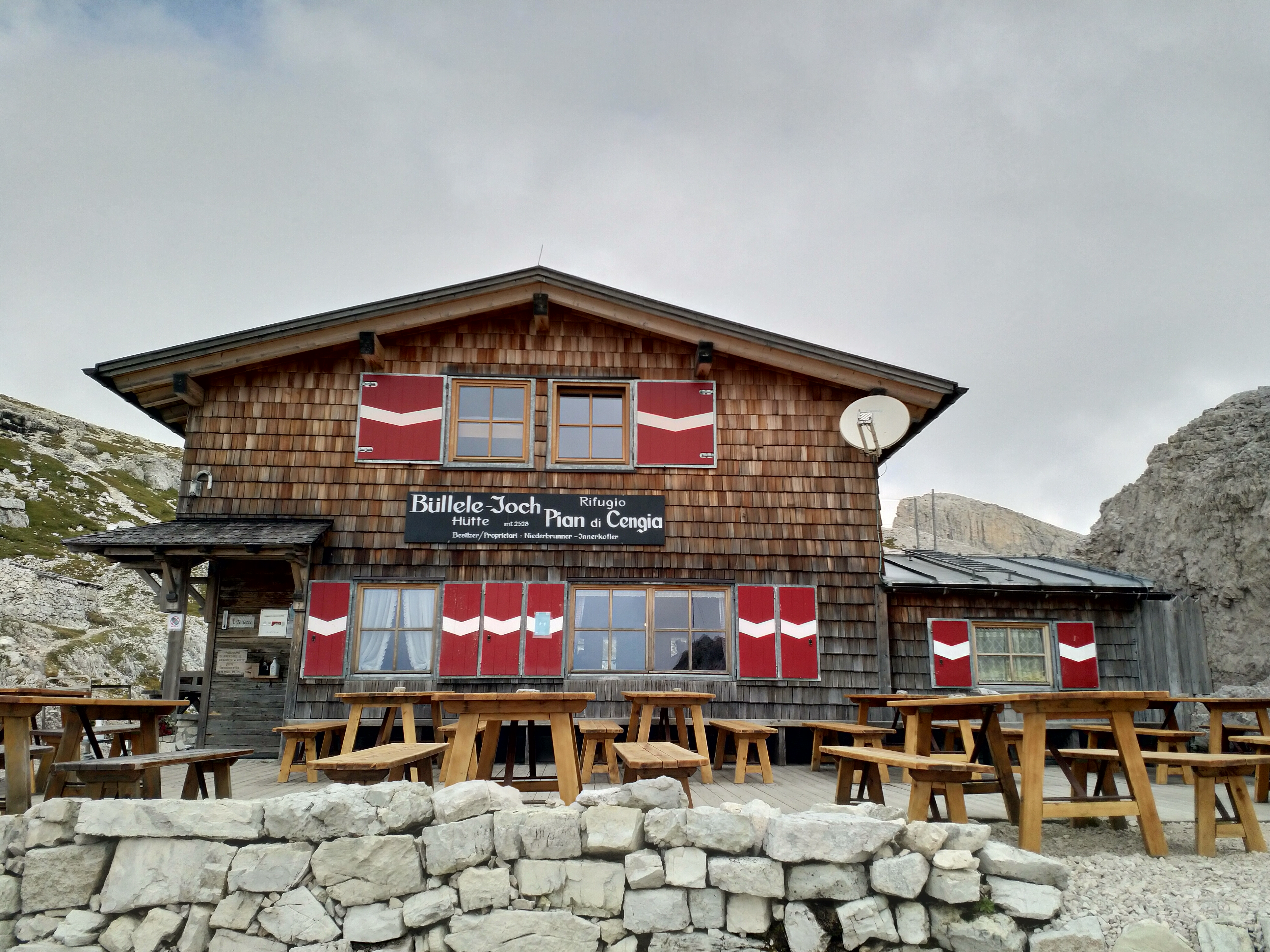
Pohled na chatu Büllelejoch zepředu
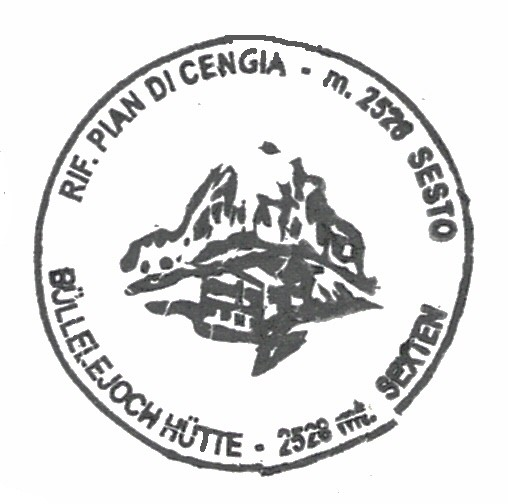
razítko chaty